# 66207 Карпі
66207 Карпі (66207 Carpi) — астероїд головного поясу, відкритий 6 лютого 1999 року.
Тіссеранів параметр щодо Юпітера — 3,248.